# Bandera de Barlovento
La bandera del municipio palmero de Barlovento se presenta dividida por una banda diagonal, de color amarillo, que une el vértice inferior del paño unido al asta con el vértice superior del batiente, resultando dos triángulos rectángulos, de color verde el unido al asta y azul el unido al batiente.
Los tres colores de la bandera están presentes en los esmaltes del escudo, además de en las banderas de otros municipios de La Palma y, en el caso del azul y el amarillo, en la bandera de Canarias. El verde representa a los montes, el amarillo símbolo del oro y de la abundancia, representa a la riqueza cerealística del municipio en el pasado. El azul representa la limpieza de los cielos de la isla, que permite la existencia de observatorios astronómicos en sus cumbres.